# Calliandra trinervia
El carbonero rojo (Calliandra trinervia) es una especie de árbol tropical de la familia Fabaceae, que se encuentra desde Belice y Honduras hasta Bolivia, Brasil y Guayana Francesa, entre los 100 y 2700 m s. n. m.

## Descripción
Alcanza una altura de 5 a 7 m. Presenta copa globosa con diámetro de hasta 5 m. Tallo ramificado, tiene un diámetro máximo de 25 cm. Hojas de 10 a 20 cm de longitud, alternas, bipinnadas, con 6 folíolos de 2,5 a 8,5 cm cada uno; de color verde oscuro, trinervias. Las flores son vistosas de color rojo, en forma de cabezuela, con numerosos estambres rojos o rosados; los botones florales son rojizos. Fruto en vaina de 17 a 22 cm de longitud, verde cuando inmaduro, marrón en la madurez.

## Subespecies
Se han registrado siete subespecies:
- C. t. trinervia
- C. t. carbonaria
- C. t. arborea
- C. t. pilosifolia
- C. t. paniculans
- C. t. peruicola
- C. t. stenocalyx